# Sado (filme)
Sado é um filme sul-coreano de 2015, do gênero drama histórico, dirigido por Lee Joon-ik, com roteiro de Cheol-Hyeon Jo, Song-won Lee e Sung Hyeon Oh.
Batizado em inglês como The Throne, foi selecionado como representante da Coreia do Sul à edição do Oscar 2016, organizada pela Academia de Artes e Ciências Cinematográficas.

## Elenco
- Song Kang-ho - Yeongjo de Joseon
- Yoo Ah-in - Príncipe Sado
- Moon Geun-young - Rainha Hyegyeong
- Kim Hae-sook - Rainha Inwon
- Park Won-sang - Hong Bong-han
- Jeon Hye-jin - Consorte Yeong
- Park So-dam - Lady Moon
- Jin Ji-hee - Princesa Hwawan
- Seo Yea-ji - Rainha Jeongsun
- Lee Dae-yeon - Kim Sang-ro
- Kang Seong-hae - Kim Han-gu
- Choi Deok-moon - Hong In-han
- Jung Suk-yong - Eunuch Hong
- Choi Min-cheol - Chae Je-gong
- Park Myeong-shin - Rainha Jeongseong
- Son Deok-gi - Hong Nak-in